# Cered
Cered is een plaats (község) en gemeente in het Hongaarse comitaat Nógrád. Cered telt 1246 inwoners (2001).